# Fuerza restauradora
La fuerza elástica o fuerza restauradora, en un contexto físico, es una fuerza que da lugar a un equilibrio en un sistema físico. Si el sistema se aleja del equilibrio, la fuerza elástica tenderá a devolver el sistema al equilibrio; esta fuerza es una función solo de la posición de la masa o partícula.  Siempre se dirige hacia la posición de equilibrio del sistema. La fuerza elástica es a menudo referida en un movimiento armónico simple. La fuerza responsable de restaurar el tamaño y la forma originales se denomina fuerza elástica.
Un ejemplo es la acción de un resorte. Un resorte idealizado ejerce una fuerza que es proporcional a la cantidad de deformación del resorte desde su longitud de equilibrio, ejercida en una dirección para oponerse a la deformación. Al jalar el resorte a una longitud mayor, hace que ejerza una fuerza que hace que el resorte regrese a su longitud de equilibrio. La cantidad de fuerza se puede determinar multiplicando la constante elástica del resorte por la cantidad de estiramiento
Otro ejemplo es el de un péndulo. Cuando el péndulo no está oscilando, todas las fuerzas que actúan sobre el péndulo están en equilibrio. La fuerza debida a la gravedad y la masa del objeto al final del péndulo es igual a la tensión en la cuerda que sostiene ese objeto hacia arriba. Cuando un péndulo se pone en movimiento, el lugar de equilibrio está en la parte inferior del columpio, el lugar donde descansa el péndulo. Cuando el péndulo se encuentra en la parte superior de su oscilación, la fuerza que lleva el péndulo a este punto medio es la gravedad. Como resultado, la gravedad se puede ver como la fuerza restauradora en esto. ↵ Restauración de la fuerza de un resorte: (f = -kx) también conocida como ley de elasticidad de Hooke.